# メゾンセル＝ペルヴェ
メゾンセル＝ペルヴェ（仏: Maisoncelles-Pelvey）は、フランスのノルマンディー地域圏、カルヴァドス県に属するコミューン。

## 地理
カーンから南西に27kmほどいった、ヴィレー＝ボカージュ近郊の田園地帯にある。北西でトラシー＝ボカージュ、東でロンヴィレール、南でサン＝ジョルジュ＝ドネのコミューンとそれぞれ接する。付近には幹線道路のE401とD6が通っており、市街の北東で交差する。

## 行政
- 首長：クリスチャン・オーレ（Christian Hauret、右派諸派[1]、1989年から） 農夫

## 人口の推移[2]
| 1962年 | 1968年 | 1975年 | 1982年 | 1990年 | 1999年 | 2006年 | 2007年 |
| ------ | ------ | ------ | ------ | ------ | ------ | ------ | ------ |
| 223    | 235    | 188    | 211    | 203    | 228    | 247    | 252    |

## ギャラリー

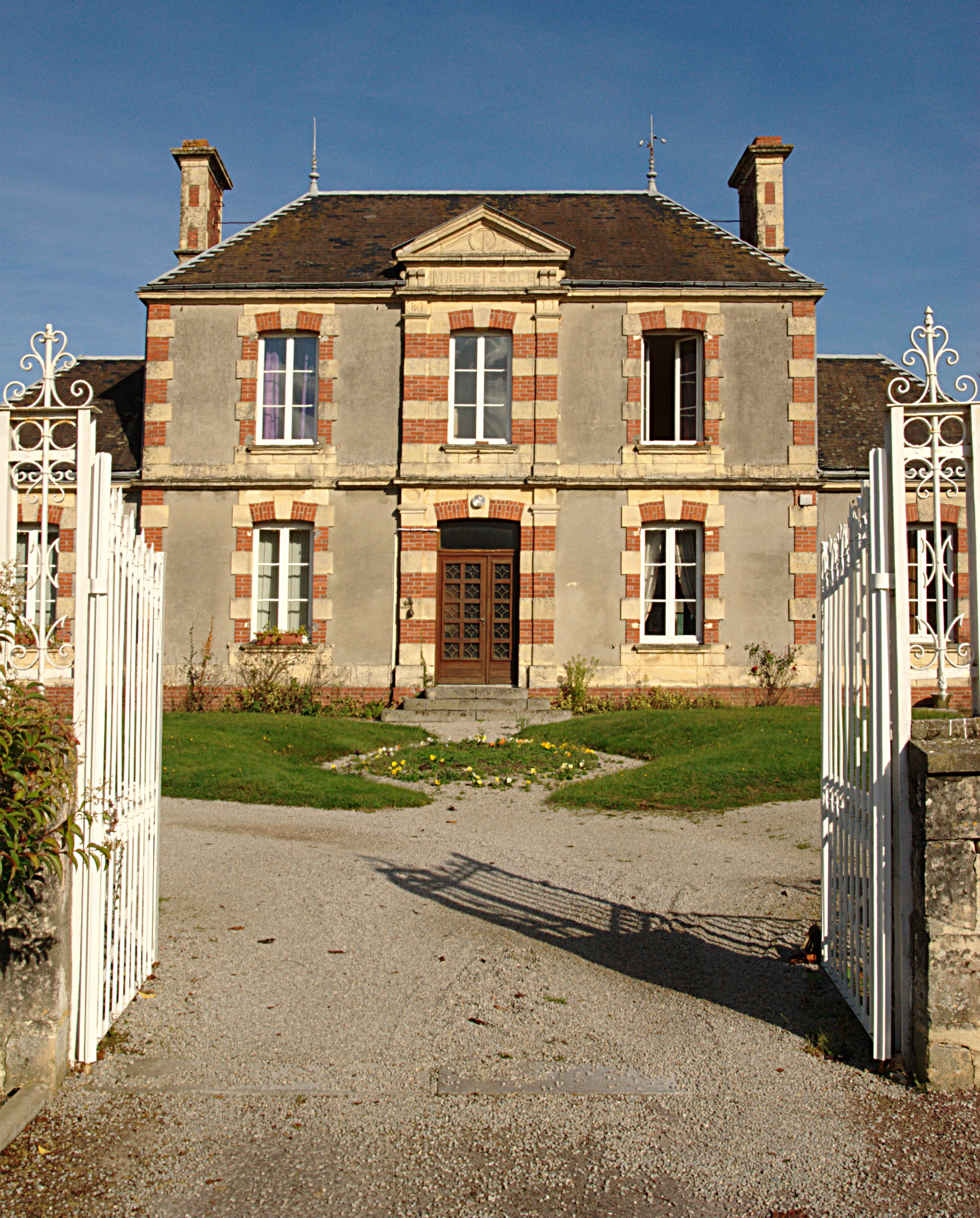
町役場
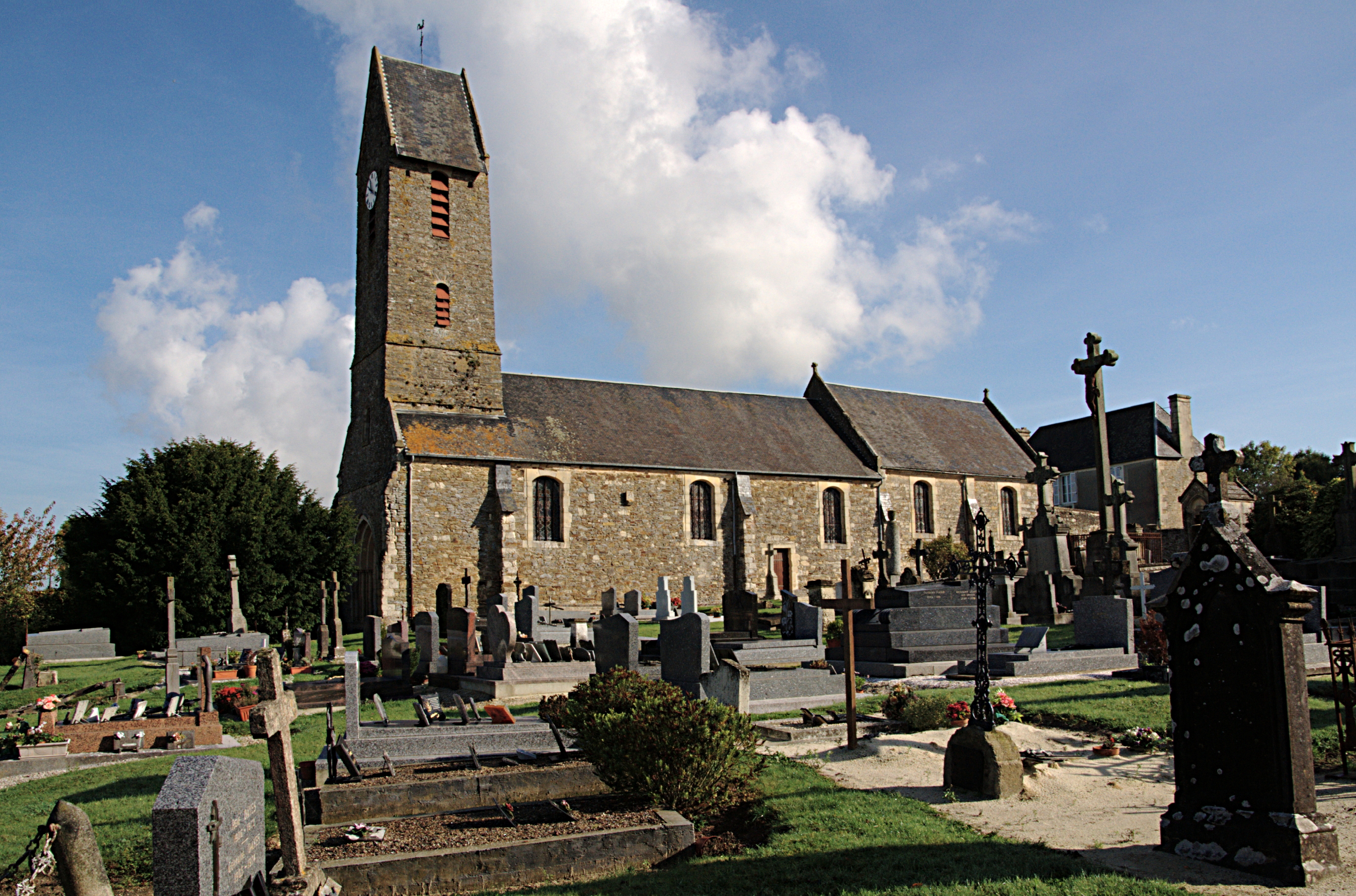
教会
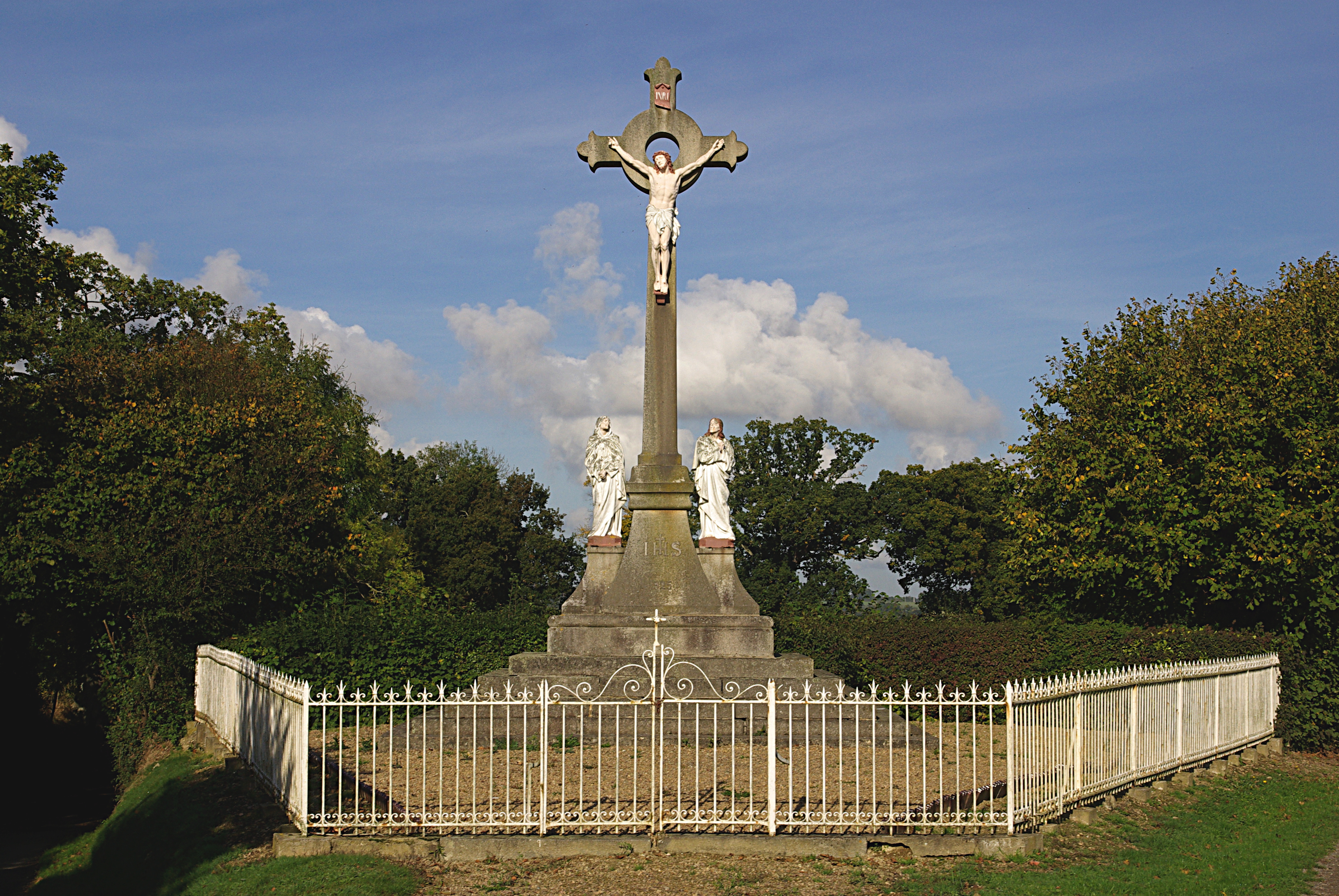
キリストの十字架像
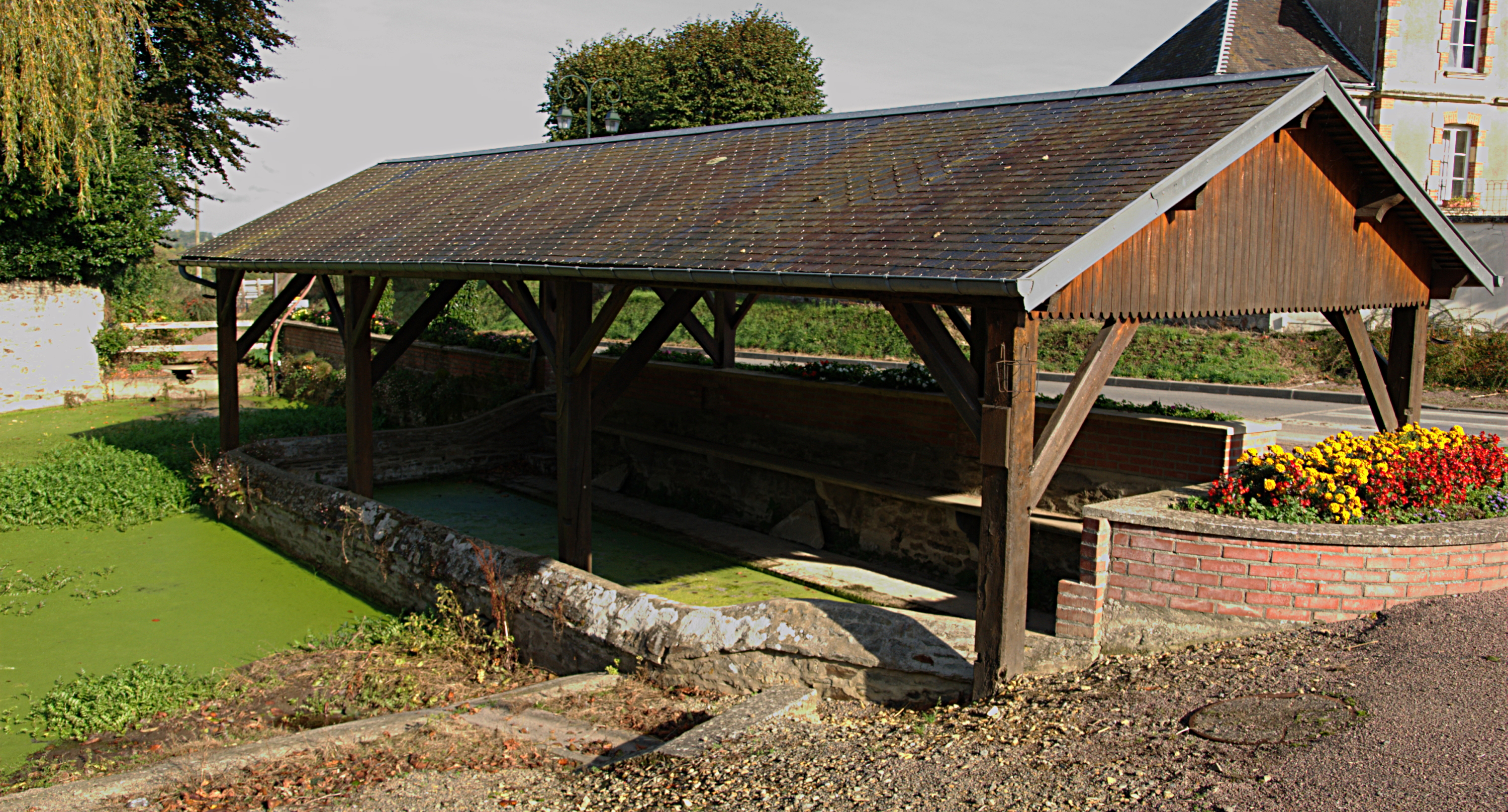
共同の洗い場